# Ентоні Какаче
Ентоні Какаче (англ. Anthony Cacace; 2 лютого 1989) — ірландський професійний боксер, чемпіон світу за версіями IBO (2022—т.ч.) та IBF (2024—2025) у другій напівлегкій вазі.

## Професіональна кар'єра
Впродовж 2012—2023 років провів двадцять два боя на професійному рингу, в яких зазнав лише однієї поразки. 24 вересня 2022 року став чемпіоном IBO у другій напівлегкій вазі.

### Какаче проти Кордіни
18 травня 2024 року в Саудівській Аравії в рамках шоу Тайсон Ф'юрі — Олександр Усик зустрівся в бою з чемпіоном IBF в другій напівлегкій вазі Джозефом Кордіною (Велика Британія). У видовищному, але з брудними прийомами бою, у якому Кордіна був фаворитом, бійці влаштували справжню рубку з безліччю акцентованих ударів, в якій Какаче перебив валійця. Побувавши по ходу бою в нокдауні, Кордіна програв технічним нокаутом у восьмому раунді.
21 вересня 2024 року провів бій проти Джоша Воррінгтона (Велика Британія). Оскільки Міжнародна боксерська федерація відмовилася санкціонувати цей бій, Какаче захищав лише титул IBO і здобув перемогу одностайним рішенняи суддів. У січні 2025 року звільнив титул IBF, відмовившись від бою з обов'язковим претендентом.
10 травня 2025 року зустрівся в бою з Лі Вудом і здобув перемогу технічним нокаутом в дев'ятому раунді.